# Rio Chiroaiu
O Rio Chiroaiu é um rio da Romênia, afluente do Rio Cuejdiu, localizado no distrito de Neamţ.